# Apochrysa cognata
Apochrysa cognata is een insect uit de familie van de gaasvliegen (Chrysopidae), die tot de orde netvleugeligen (Neuroptera) behoort. 
Apochrysa cognata is voor het eerst wetenschappelijk beschreven door Kimmins in 1953.